# Brita Borg
Pour les articles homonymes, voir Borg.

Affiche avec Brita Borg et Flickery Flies le "jour de l'enfance" dans Ystad 1964.

Brita Kerstin Gunvor Borg, née le 10 juin 1926 à Stockholm et morte le 4 mai 2010 à Borgholm, est une actrice, chanteuse, meneuse de revue suédoise.
Elle commence sa carrière dans la revue Vårat gäng puis chante dans la revue Vecko-Revyn en 1943. En 1945, elle fonde le quartet Flickery Flies avec Allan Johansson. En 1947, elle engage une collaboration avec Povel Ramel. Elle travaille notamment dans son émission de radio Fyra kring en flygel.
Artiste de variété, elle est très en vogue en Suède dans les années 1950. Elle représente la Suède au Concours Eurovision de la chanson en 1959 avec le titre Augustin. À l'origine, Siw Malmkvist et Gunnar Wiklund devaient chanter la chanson à Cannes mais finalement, Brita Borg les a remplacé.
Elle continue de chanter dans des revues pendant les années 1960. Björn Ulvaeus, Benny Andersson et Stig Anderson lui écrivent son dernier tube en 1969 Ljuva Sextital qui restera vingt semaines dans le hit parade suédois. Dans les années 1970, elle fait du théâtre puis disparaît peu à peu de la vie publique.

## Chansons célèbres
- "Tangerine" (1943)
- "Alla säger att jag ser så ledsen ut" (1947)
- "Jag ska ta morfar med mig ut i kväll" (1948)
- "Sodom och Gomorra"
- "Calypso Italiano" (1957)
- "Kärlek livet ut" (1957)
- "Sorglösa brunn" (duo avec Ramel)
- "Ge en fräknig och ful liten flicka en chans"
- "Regn, regn, regn"
- "Utsikt från en bro"
- "Gotländsk sommarnatt"
- "Frysboxcalypso"
- "Ett rent undantag"
- "Jan Öivind Swahn"
- "Die Borg"

## Filmographie
- 1959 - Rymdinvasion i Lappland
- 1958 - Den store amatören
- 1954 - I rök och dans
- 1953 - I dur och skur
- 1953 - I dimma dold
- 1951 - Dårskapens hus
- 1949 - Med flyg till sjunde himlen
- 1949 - Gatan
- 1948 - Lilla Märta kommer tillbaka
- 1940 - Swing it, magistern!